# Wassili Wladimirowitsch Petrow

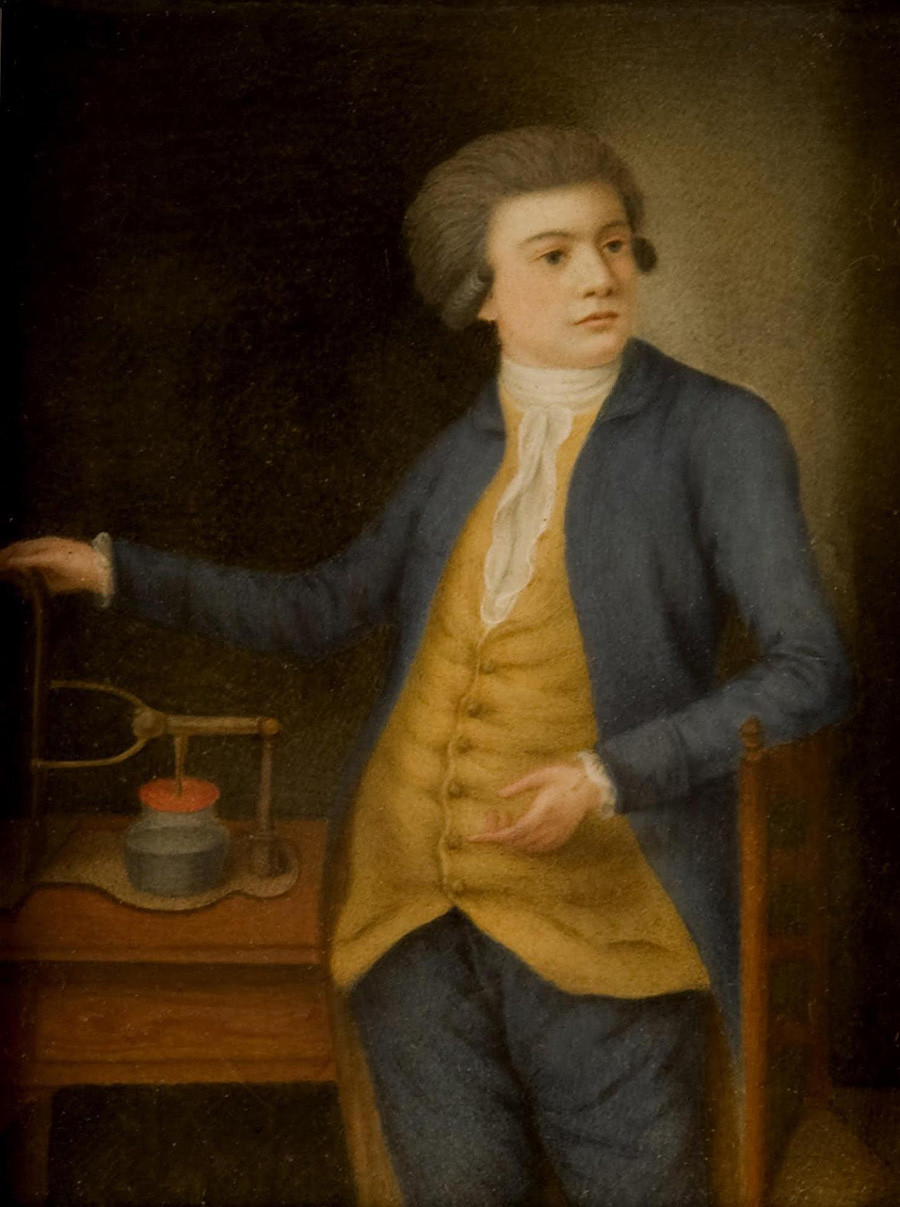
Wassili Wladimirowitsch Petrow

Wassili Wladimirowitsch Petrow (russisch Василий Владимирович Петров; * 1761 in Obojan; † 22. Juli 1834 in Sankt Petersburg) war ein russischer Physiker und Chemiker.
Petrow war der Sohn eines Popen, ging in Charkiw auf eine theologische Schule und studierte am höheren Pädagogischen Institut in Sankt Petersburg. Ab 1788 unterrichtete er Mathematik und Physik an der Bergbauschule in Barnaul und ab 1791 an der Sankt Petersburger Schule für Militäringenieure und anderen Schulen und ab 1793 an der Schule für Militärärzte. 1795 wurde er außerordentlicher Professor an der neu gegründeten Medizinisch-Chirurgischen Akademie und baute ein gut ausgestattetes Physiklabor auf (1797 erhielten sie aus London eine große Lieferung von Instrumenten).
1801 erschien sein erstes Buch, Eine Sammlung neuer Physikalisch-chemischer Experimente und Beobachtungen (533 Seiten), in dem er sich gegen die Phlogiston-Theorie wandte, nachdem er durch eigene Experimente zu Verbrennungsvorgängen (Oxidation) die Thesen französischer Phlogiston-Gegner um Antoine Laurent de Lavoisier untersucht hatte.
Bekannt wurde er 1802 als Entdecker des elektrischen Lichtbogens. Dazu hatte er die damals größte Batterie (Voltasche Säule) mit 4200 Zellen aus jeweils einer Kupfer- und Zinkplatte aufgebaut. Er beschrieb dies 1803 in Neues von Galvano-Voltaischen Experimenten und schlug schon Anwendungen als Lichtquelle und in der Metallurgie und Chemie vor. Bald nach seinem Tod geriet er auch in Russland in Vergessenheit.
1802 wurde er korrespondierendes und 1815 volles Mitglied der Russischen Akademie der Wissenschaften.